# Пономаренко Матвій Русланович
Матвій Русланович Пономаренко (нар. 11 січня 2006, Миронівка, Київська область, Україна) — український футболіст, нападник «Динамо» (Київ). Бронзовий призер юнацького чемпіонату Європи 2024 у складі збірної України U-19.

## Клубна кар'єра

### Юнацькі роки
Матвій Пономаренко народився 11 січня 2006 року в місті Миронівка Київської області. Перші кроки у футболі робив у місцевій дитячій спортивній школі № 1, перший тренер — Михайло Володимирович Галич. До «Динамо» прийшов у семирічному віці, у ДЮФЛУ виступав виключно за «біло-синіх».
У серпні 2022 року разом з рядом інших гравців динамівської академії на правах оренди перейшов до юнацької команди луганської «Зорі». До кінця року молодий нападник за юнацьку (U-19) команду «Зорі» провів вісім матчів і відзначився трьома голами, причому, усі м'ячі забив у одному матчі, забивши у 12-й турі хет-трик у ворота «Інгульця». Яскрава гра не залишила байдужим Мірчу Луческу, який запросив Матвія на зимові збори з першою командою «Динамо» на початку 2023 року. У Туреччині він зіграв за «біло-синіх» у двох спарингах, після чого 16 лютого підписав новий довгостроковий контракт з киянами. Тим не менш, у другій половині сезону Пономаренко знов виступав в оренді за юнаків «Зорі». Загалом за сезон у цій команді він взяв участь у 24 матчах і забив 4 м'ячі.

### «Динамо» (Київ)
Влітку 2023 року Пономаренко остаточно повернувся до «Динамо», де спочатку теж став виступати за команду до 19 років. 3 листопада 2023 року дебютував за першу команду «Динамо», вийшовши на заміну на 88-й хвилині замість Назара Волошина в матчі чемпіонату проти «Шахтаря» (0:1). Таким чином, у віці 17 років і 296 днів Пономаренко став четвертим наймолодшим гравцем киян в УПЛ. У більш юному віці дебютували за біло-синіх лише Владислав Калітвінцев, Олександр Алієв і Максим Коваль. Також Матвій став першим футболістом 2006 року народження, який зіграв за «Динамо» в українських чемпіонатах.

## Кар'єра в збірній України
Викликався до юнацьких збірних України різних вікових категорій.
У футболці юнацької збірної України (U-17) дебютував 24 жовтня 2022 року в переможному (5:2) поєдинку проти однолітків з Азербайджану. Матвій вийшов на поле в стартовому складі та забив 4 голи, оформивши свої м'ячі з 33-ї до 68-ї хвилини. Всього за збірну до 17 років зіграв у 6 іграх і забив 8 голів.

## Статистика виступів

### Клубна статистика
Станом на 24 травня 2025 року
| Сезон             | Команда           | Чемпіонат         | Чемпіонат | Чемпіонат | Кубок | Кубок | Кубок | Єврокубки | Єврокубки | Єврокубки | Інші кубки | Інші кубки | Інші кубки | Всього | Всього |
| Сезон             | Команда           | Змаг.             | Матчі     | Голи      | Змаг. | Матчі | Голи  | Змаг.     | Матчі     | Голи      | Змаг.      | Матчі      | Голи       | Матчі  | Голи   |
| ----------------- | ----------------- | ----------------- | --------- | --------- | ----- | ----- | ----- | --------- | --------- | --------- | ---------- | ---------- | ---------- | ------ | ------ |
| 2023–24           | «Динамо»          | УПЛ               | 8         | 1         | КУ    | 0     | 0     | ЛК        | 0         | 0         |            | -          | -          | 8      | 1      |
| 2024–25           | «Динамо»          | УПЛ               | 2         | 1         | КУ    | 1     | 0     | ЛЧ+ЛЄ     | 0+2       | 0         | —          | —          | —          | 5      | 1      |
| Всього в «Динамо» | Всього в «Динамо» | Всього в «Динамо» | 10        | 2         |       | 1     | 0     |           | 2         | 0         |            | —          | —          | 13     | 2      |
| Всього за кар'єру | Всього за кар'єру | Всього за кар'єру | 10        | 2         |       | 1     | 0     |           | 2         | 0         |            | —          | —          | 13     | 2      |

## Досягнення
«Динамо»:
 Чемпіон України: 2024/25
 Юнацька збірна України (U-19):
 Бронзовий призер юнацького чемпіонату Європи: 2024
- Юнацька ліга УЄФА:

Найкращий бомбардир Юнацької ліги УЄФА 2024/25 (8 голів)